# Heike Renner
Heike Renner (* 31. Juli 1979 in Halle (Saale)) ist eine deutsche Schlagersängerin und Event-Moderatorin.

## Leben
Kurz nach der Schulzeit begann sie Schlager zu singen und arbeitete als Fotomodell. Heike Renner war für Marken wie Joop, Lagerfeld oder Jil Sander als Model tätig. Im Jahr 2000 gewann sie in Halle Saale die Misswahlen und wurde dort im August zur Miss Halle 2000 gekürt. Als Schauspielerin trat sie in ARD, ZDF und MDR auf. In der Fernsehserie In aller Freundschaft spielt sie die Schwester Beate.
Sie studierte Moderation und Gesang und arbeitet als Moderatorin. 
2001 gab sie als Sängerin mit In dieser Nacht ihr Debüt mit der gleichnamigen Single. Juli 2007 erschien ihre zweite Single Ein süßer Sommer.
Hoffnungsfunke war eine Duettsingle mit Robert Angelo, die 2008 folgte. Ti amo per sempre folgte dann im Sommer 2010.
Momentan arbeitet sie an der nächsten Single Hey Du wirfst mich total aus der Bahn.